# پپسی
پپسی (در گذشته پپسی‌کولا) نام یک نوع نوشابه کولای گازدار پرطرفدار است که تا سال ۱۹۶۵ توسط شرکت پپسی کولا تولید می‌شد. از سال ۱۹۶۵ در پی ادغام شرکت پپسی کولا و شرکت فریتو-لی، این محصول توسط شرکت پپسی‌کو تولید می‌شود. تقریبا وجه مشترک در محصولات پپسی ، وجود قند می‌باشد.
پپسی و تاریخچه کامل برند آن ؛ از داروخانه‌ای کوچک تا غول جهانی نوشیدنی
این محصول هم‌اکنون در کنار سایر محصولات شرکت پپسی‌کو مانند پپسی رژیمی، پپسی کریستال، پپسی لیمویی، پپسی آبی، پپسی طلایی و پپسی مکس که هرکدام طعم و مشخصات خاص خود را دارند تولید می‌شود. همواره رقیب اصلی پپسی، کوکاکولا بوده‌است.
نوشابه‌ها قبلاً بدون اضافه کردن اسیدهای نگهدارنده به بازار عرضه می‌شدند. اما از سال ۲۰۱۰ نوشابه‌ها بخاطر طعم‌های فراوان و طول عمر بیشتر با انواع اسیدها مخلوط شدند که همین امر اثرات مضر نوشابه‌ها را بیشتر کرد.

## تاریخچه

پوسترهای تبلیغاتی پپسی در دهه ۴۰ که در آنها سیاهپوستان آمریکایی را به تصویر می‌کشید، پسری که در تصویر این پوستر تبلیغاتی حضور دارد ران براون نام دارد که در سنین بزرگسالی، وزیر بازرگانی ایالات متحده آمریکا شد.

نوشابه پپسی اولین بار در سال ۱۸۹۳ توسط داروساز جوانی به نام کیلب برادهم اهل نیوبرن در ایالت کارولینای شمالی در کشور آمریکا معرفی شد. هدف برادهم از تولید این نوشیدنی درمان درد معده بود. برخی چنین اظهار نموده‌اند که ممکن است نام پپسی بر گرفته شده از آنزیم پپسین باشد که همان آنزیم پروتئینی ترشح‌شده از سلول‌های اصلی معده است و به هضم پروتئین‌ها کمک می‌کند هر چند، آنزیم پپسین هیچگاه به عنوان مادهٔ افزودنی برای پپسی کولا استفاده نشد. فرمول اصلی این نوشیدنی (در آغاز) شامل شکر و وانیل بود. برادهم تلاش داشت تا یک نوع نوشیدنی را ابداع نماید که انرژی‌دهنده و هضم‌کنندهٔ غذا باشد.
در سال ۱۹۲۳ شرکت پپسی-کولا ورشکسته شد. روی سی. مگارگل موفق شد که نشان تجاری برند پپسی را خریداری نماید هر چند در احیای نام تجاری آن ناموفق بود و پس از زمان کوتاهی، چارلز گوت رئیس کمپانی شکلات‌سازی لوفت، پپسی را خریداری نمود. در ادامه، وی از شمیدان‌های شرکت خود خواست تا فرمول شربت پپسی-کولا را از پایه تغییر دهند تا بتواند به رقابت با کوکاکولا بپردازد. در سه نوبت میان سال‌های ۱۹۲۲ تا ۱۹۳۳ شرکت کوکاکولا پیشنهاد خرید شرکت پپسی را مطرح‌نمود که در هر سه مورد، پیشنهاد آنها توسط پپسی رد شد.
والتر استانتون مک جونیور در سال ۱۹۴۰ میلادی منصب ریاست کمپانی را به دست آورد. مک جونیور حامی آرمان‌های ترقی‌خواهی بود و متوجه شد که شرکت پپسی در استفاده از تبلیغات خود، مخاطبان آمریکایی - آفریقایی‌تبار یا به تعبیر دیگر سیاهپوستان را نادیده می‌گیرد. مک جونیور به درستی متوجه شد که بازار سیاهپوستان ایالات متحده، بازاری بکر و دست‌نخورده و در حقیقت، یک جاویژه بازار است و پپسی می‌تواند با هدف قرار دادن تبلیغات مستقیم و متمرکز خود بر این بازار، سهم عمده‌ای از درآمدها را نصیب شرکت نماید. به همین منظور وی هنان اسمیت، یکی از مدیران تبلیغاتی را برای هدایت و ساماندهی یک تیم فروش متشکل از سیاهپوستان استخدام نمود که در ادامه و به دلیل آغاز جنگ جهانی دوم این برنامه با وقفه مواجه شد.
پس از پایان جنگ جهانی دوم و در سال ۱۹۴۷ میلادی، مک جونیور نقشه‌های خود را از سر گرفت و ضمن استخدام ادوارد اف. بوید از او خواست تا برای تشکیل یک تیم دوازده نفره از سیاهپوستان اقدام نماید. در همان زمان پوسترهای تبلیغاتی نیز چاپ شد که در آنها سیاهپوستان آمریکایی را به تصویر می‌کشید. در این پوسترها مادری سیاهپوست و خندان نشان داده‌شده بود که یک جعبهٔ شش‌عددی از پپسی در دست دارد در حالی که تلاش می‌کند آن را از دستان مشتاق فرزندش دور نگه دارد، پسری که در تصویر این پوستر تبلیغاتی حضور دارد ران براون نام دارد که در سنین بزرگسالی، وزیر بازرگانی ایالات متحده آمریکا شد.
بوید در ادامه، یک تیم فروش گسترده‌تر را تشکیل داد که ترکیبی از سیاهپوستان سراسر کشور بود. قوانین تفکیک نژادی مشهور به قوانین جیم کرو هنوز در ایالات متحده به قوت خود باقی بود و گروهی که بوید تشکیل داد، با تبعیض و تحقیر بسیار زیادی روبرو شد. مزید بر اینها، توهین همکاران پپسی و همین‌طور تهدیدهای کوکلوس‌کلان هم در این میان وجود داشت. با همهٔ این احوال، سهم بازار پپسی-کولا در مقایسه با کوکاکولا در دهه ۱۹۵۰ به طرز قابل‌توجهی افزایش یافت و با مصرف‌کنندگان جدید آمریکایی - آفریقایی‌تبار، فروش پپسی سه برابر بیشتر از کوکاکولا گردید. پس از رسیدن تیم فروش پپسی به شیکاگو، سهم فروش پپسی برای نخستین مرتبه از کوکاکولا پیشی گرفت.

## بازی پپسی من
شرکت کی آی دی بازی پپسی من را در تاریخ ۴ مارس ۱۹۹۹ برای پلت‌فرم پلی‌استیشن در ژاپن منتشر کرد.

## نگارخانه

نشان اصلی پپسی مربوط به سال ۱۹۰۲ میلادی
نشان پپسی از ۱۹۴۰ تا ۱۹۵۰
نشان پپسی از ۱۹۷۳ تا ۱۹۸۷
نشان پپسی از ۱۹۹۳ تا ۲۰۰۳
نشان پپسی از ۲۰۰۸ تا ۲۰۱۴
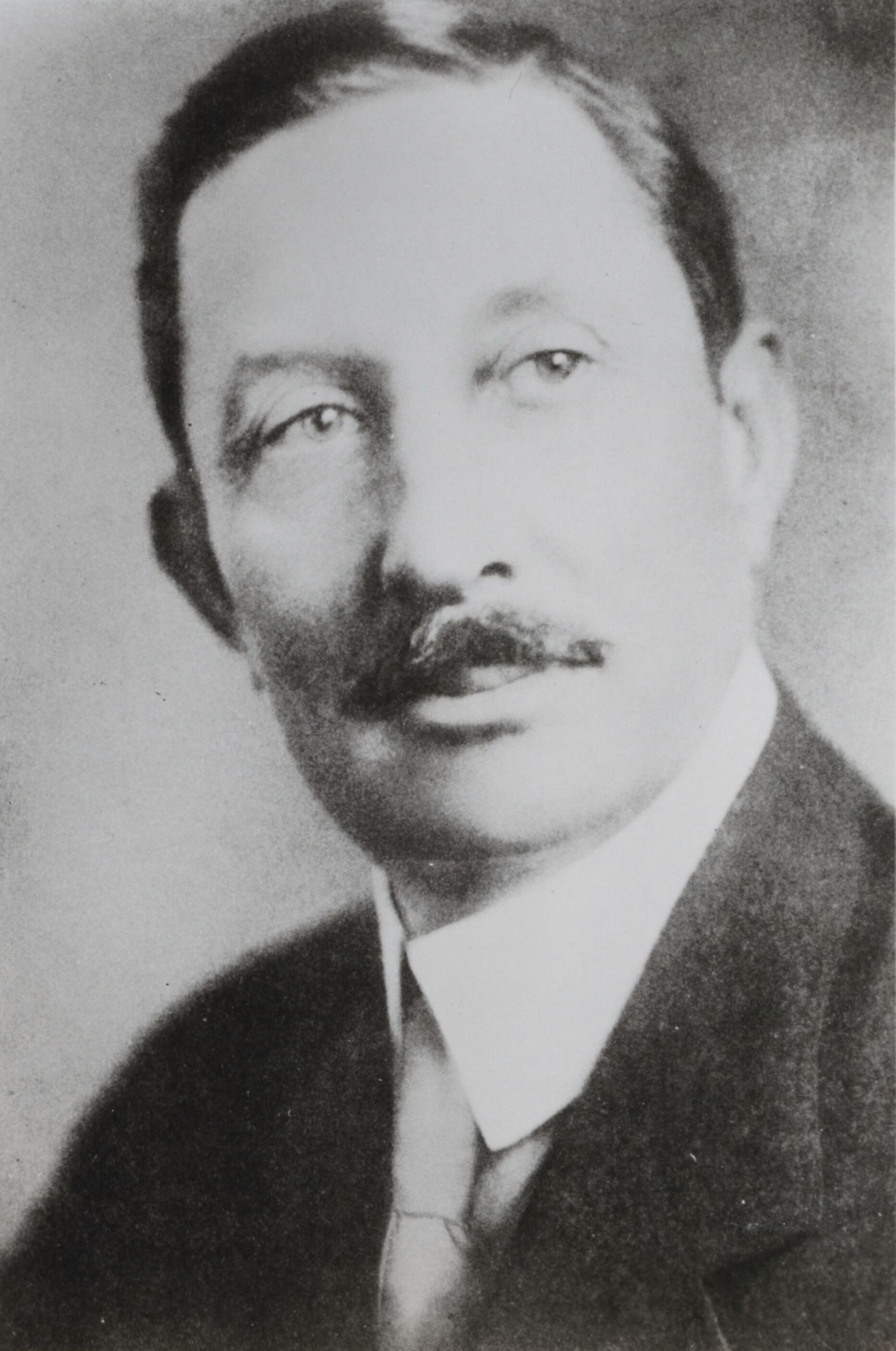
کیلب دیویس برادهم، مخترع پپسی